# Antoine-Pierre Dutramblay
Le baron Antoine-Pierre Dutramblay (également orthographié Du Tramblay, Du Tremblay, Dutramblay de Rubelle, du Tremblay de Saint-Yon), né le 27 avril 1745 à Paris et mort le 24 octobre 1819 à Rubelles, est un administrateur et poète français. On lui doit des poèmes divers, qui confirment son ambition de moraliste.

## Biographie
Fabuliste et administrateur né à Paris le 27 avril 1745 et mort à Rubelles le 24 octobre 1819, il était allié à Jean de la Fontaine par une de ses aïeules, mariée au fils unique du fabuliste. Il a d'ailleurs plaidé la cause, dans un apologue allégorique, auprès de Louis XVIII, du jeune Marson de La Fontaine (arrière petit-fils du poète) que le roi le tira de la misère.
Il composa lui-même un recueil d’apologues, en 1801. Il a donné au théâtre des Troubadours plusieurs comédies vaudevilles (A bas les Diables en 1799, Deux et deux font Quatre en 1800, etc.). Il a laissé en manuscrit un Recueil de contes en vers.
En 1791 il fut nommé membre du Directoire du département de Paris et ensuite commissaire de la Trésorerie (chef de bureau, puis de la division au ministère du Trésor public, directeur de la caisse d'amortissement de Paris 1815, premier commis au ministère des finances 1815-1820, maître des requêtes au Conseil d'Etat de la Seine 1817-1823, membre de la Légion d'Honneur). 
En 1817, deux ans avant sa mort, il se retira avec le titre de baron que le roi lui conféra en récompense de ses services.

## Œuvre
- Mémoire sur la destruction de la mendicité [4]
- La souris et le Linot
- Le lendemain
- Le Philosophe et le Berger
- Le petit ménage
- Le Lièvre et la Tortue
- La Bonbonnière
- Le Faon
- Le Lapin et le Porc-épic
- La Fortune et le Mérite
- L’Enfant et la Confiture

## Pour approfondir